# Джукич, Новак
Новак Джукич (серб. Новак Ђукић, род. 10 апреля 1955, Доня-Кола, Баня-Лука) — сербский генерал и военный деятель, военачальник Войска Республики Сербской в период войны в Боснии и Герцеговине.

## Биография
Новак Джукич родился 10 апреля 1955 года в селе Дони-Коли в общине Баня-Лука.
В годы войны в Боснии и Герцеговине командовал Тактической группой «Озрен» 1-го Краинского корпуса Войска Республики Сербской. В послевоенное время в 2004—2005 гг. был последним начальником Генерального штаба ВРС.
25 мая 1995 года артиллеристы под его командованием бомбардировали мирные кварталы в городе Тузла (sr:Масакр на Тузланској капији), в результате погибло 71 и было ранено 240 человек, все из них были гражданскими. В ноябре 2007 года Джукич был задержан и в июне 2009 года осуждён судом Боснии и Герцеговины на 25 лет заключения. В 2014 году он был освобождён по процедурным причинам, после того как конституционный суд страны признал ряд приговоров не соответствующими закону, и выехал в Сербию. Сразу же было открыто новое производство, однако Сербия всячески затягивает выдачу, в том числе по причинам болезни и ограниченной дееспособности Джукича. Он неоднократно давал интервью, а в 2019 году стал центральным персонажем документальной книги Илии Бранковича «Tuzlanska kapija — režirana tragedija», где ответственность за взрыв в Тузле возлагается в ревизионистском духе на исламских террористов.